# Vermillion (album)
Vermillion è il primo album in studio della cantante neerlandese Simone Simons, già voce degli Epica, pubblicato il 23 agosto 2024 dalla Nuclear Blast.

## Descrizione
Si tratta della prima pubblicazione di Simons da solista ed è stato composto assieme ad Arjen Anthony Lucassen, che qui ricopre anche la veste di produttore. Il progressive metal e rock degli Ayreon di Lucassen è proprio fra le influenze principali di quest'album, assieme all'industrial metal di band come i Rammstein, al rock elettronico di band come Celldweller, Muse e Nine Inch Nails, al gothic metal, alla darkwave elettronica e all'hard rock, ma in alcuni passaggi sono presenti anche rimandi melodici alla musica araba ed elementi orchestrali cameristici e corali (questi ultimi spesso eseguiti dalla stessa Simons mediante sovraincisioni) ispirati alle colonne sonore e al symphonic metal, pur in una versione molto più asciutta e minimale rispetto a quella proposta dagli Epica. Lo stile vocale di Simons, invece, spazia da quello moderno pop-rock a quello operistico, con anche momenti teatrali da musical, coerentemente col suo percorso musicale fino ad ora.
A Vermillion hanno partecipato anche gli altri membri degli Epica; infatti Rob van der Loo ha suonato il basso e fatto da corista in R.E.D. assieme a Coen Janssen, Isaac Delahaye e Ariën van Weesenbeek, mentre Mark Jansen ha cantato brevi parti in growl nello stesso brano e in The Core. In Cradle to the Grave è inoltre presente, in veste di ospite, la cantante Alissa White-Gluz degli Arch Enemy, mentre in Dark Night of the Soul il violoncello è stato suonato da Perttu Kivilaakso degli Apocalyptica.
Le tematiche trattate dai testi sono per lo più autobiografiche e introspettive, come evidente ad esempio in In Love We Rust. Fra le eccezioni vi sono, ad esempio, Aeterna, che ha un tema spaziale legate a una stella che, diventando supernova, capisce di essere un tutt'uno con l'universo, e R.E.D., che parla di un possibile futuro in cui un'Intelligenza Artificiale è riuscita a sviluppare l'autocoscienza.

## Promozione
In concomitanza con l'annuncio dell'album, il 7 maggio 2024 è stato pubblicato il singolo Aeterna assieme a un videoclip dedicato. A questo sono poi seguiti In Love We Rust, il 6 giugno, e R.E.D., entrambi promossi anche con dei videoclip. Lo stesso giorno di pubblicazione dell'album, infine, è stato diffuso anche il videoclip di Cradle to the Grave.

## Tracce
Testi di Simone Simons e Lori Linstruth eccetto dove indicato, musiche di Arjen Anthony Lucassen eccetto dove indicato.
1. Aeterna – 6:02
2. In Love We Rust – 4:46
3. Cradle to the Grave (feat. Alissa White-Gluz) – 3:59
4. Fight or Flight – 5:24
5. Weight of My World – 4:21
6. Vermillion Dreams – 4:36
7. The Core – 3:56
8. Dystopia – 4:44
9. R.E.D. – 4:04
10. Dark Night of the Soul – 4:12 (testo: Simone Simons – musica: Arjen Antony Lucassen, Joost van den Broek)

## Formazione
Musicisti
- Simone Simons – voce
- Arjen Anthony Lucassen – chitarre elettriche, sintetizzatori, cori (traccia 9)
- Rob van der Loo – basso elettrico, cori (traccia 9)
- Koen Herfst – batteria
- Ben Mathot – violino (tracce 1 e 4)
- Jurriaan Westerveld – violoncello (tracce 2, 3 e 6)
- Perttu Kivilaakso – violoncello (traccia 10)
- Alissa White-Gluz – voce aggiuntiva (traccia 3)
- Mark Jansen – voce gutturale (tracce 7 e 9), cori (traccia 9)
- Joost van den Broek – pianoforte (traccia 10), cori (traccia 9)
- John Jaycee Cuijpers – voci di sottofondo (traccia 1)
- Ariën van Weesenbeek – cori (traccia 9)
- Coen Janssen - cori (traccia 9)
- Isaac Delahaye – cori (traccia 9)
- Jasper Erkens – cori (traccia 9)
- Johan van Stratum – cori (traccia 9)
- Lori Linstruth – cori (traccia 9)
- Monique Hooft – cori (traccia 9)
- Peter Kettenis – cori (traccia 9)

Produzione
- Arjen Anthony Lucassen – produzione, ingegneria del suono, missaggio
- Joost van den Broek – mastering
- Gjalt Lucassen – traduzione in latino (traccia 1)
- Jaap Toorenaar  – traduzione in latino (traccia 1)
- Hedi Xandt – artwork, design
- Daniel Regan – management